# Borgarrådssekreterare
Borgarrådssekreterare är en politisk titel inom Stockholms stads förvaltning. Borgarrådssekreteraren är vanligtvis ett borgarråds närmaste medarbetare och fungerar som chefstjänsteman på den rotel som borgarrådet leder. På en rotel arbetar dessutom oftast en eller flera biträdande borgarrådssekreterare.
Borgarrådssekreteraren skiljer sig från andra kommuners politiska sekreterare genom att de har en beredande roll i ärendeprocessen som leder fram till ett politiskt beslut av borgarrådsberedningen, kommunstyrelsen eller kommunfullmäktige. I övriga kommuner bereds ärenden av opolitiska kommunala tjänstemän. 
Som en del av den beredande rollen fungerar borgarrådssekreterarna som nyckelpersoner bistår borgarrådet i att förverkliga politik genom att medla mellan den administrativa och politiska nivån och jämka samman de opolitiska tjänstemännens förslag med de politiska intentionerna.

## Historik
Borgarrådssekreterarna infördes genom den stora författningsreformen i Stockholm 1940 och stadfästes genom en särskild paragraf i kommunallagen. Övriga politiska sekreterare infördes genom lagen om politiska sekreterare i kommuner och landstingskommuner 1983.

### Tidigare borgarrådssekreterare (urval)
Ett urval av personer som tidigare har arbetat som borgarrådssekreterare.
- Gösta Bohman (M)
- Carl-Anders Ifvarsson (FP)
- Ingela Lindh (S)
- Sture Palmgren (M)
- Fredrik Reinfeldt (M)
- Bengt Westerberg (FP)